# 백상어 어뢰
백상어는 2003년 실전배치된 대한민국 해군의 21인치(533mm) 중어뢰로서, 대한민국이 처음 자체개발한 어뢰 무기체계이다. 국방과학연구소와 LG정밀(현재 LIG넥스원) 등이 8년에 걸쳐 3백억원의 제작비를 투자해 개발했다. 최초의 한국산 중어뢰 이다
국내 잠수함 수요를 충당하기 위해 1990년부터 국방과학연구소(ADD) 주도로 개발에 착수해 1998년 대한민국 최초로 개발에 성공한 209급 잠수함 탑재 중어뢰로, 제원번호는 XK731이다.
수동 소나와 능동 소나를 조합한 음향 탐지장치와 완전 디지털 유도 시스템을 갖추고 있으며, 지름 483mm, 길이 6m, 무게 1,100㎏, 사정거리 약 30km, 속도 35kn(시속 63km)이다.
그밖에 티엔티(TNT) 폭약 370㎏에 달하는 강력한 파괴력을 갖고 있으나, 짐작하기 어려운 수중 상황에서 중간 유도 없이 어느 정도의 신뢰성을 확보할 수 있는지, 또 적의 유인에 대해 얼마나 효율적으로 대응할 수 있는지 등에 대한 의문도 제기되었다.

## SUT
한국은 백상어가 개발되기 전에는 독일제 SUT 중어뢰를 독일제 장보고급 잠수함에서 사용했다. 2000년부터 실전에 배치되기 시작한 백상어는 1발당 가격이 9억 5000만 원 정도로 수트의 2분의 1에도 미치지 않아 총 2000억 원을 절감할 수 있을 뿐 아니라, 한국의 잠수함 탑재 어뢰 개발능력을 획기적으로 향상시켰다는 점에서 높은 평가를 받았다.
특히 SUT가 잠수함에서 선으로 유도하는 유선 유도방식인 데 반해 백상어는 중간 유도과정이 필요없이 적의 함정 소리를 스스로 추적해 공격하는 첨단 능동형 음향 어뢰로서, 다수의 목표물을 동시에 공격할 수 있고, 중간 유도에 따른 속도 감소가 없다는 장점을 가지고 있다.

## 비교
- 타이거피쉬,  영국, 길이 6.5 m, 무게 1.55톤, 직경 533 mm
- 블랙 샤크,  이탈리아, 길이 6.3 m, 직경 533 mm
- 스피어피쉬,  영국, 길이 7 m, 무게 1.85톤, 직경 533 mm
- DM2A4,  독일, 길이 6.6 m, 직경 533 mm
- 푸뜰랴르,  러시아, 길이 7.2 m, 직경 533 mm
- 백상어,  대한민국, 길이 5.7 m, 직경 533 mm

러시아 21인치 어뢰관 길이는 8 m를 넘는다. 서방 21인치 어뢰관 길이는 6.6 m이다.

## 제원
- 단가: 대당 9억5천만원 (해외도입가의 절반)[1]
- 발사플랫폼: 잠수함
- 직경: 19인치
- 길이: 5.7 m
- 중량: 1,100 kg
- 속도: 63 km/h

## 같이 보기
- 청상어 어뢰 (K-745)
- 홍상어 어뢰
- 89식 어뢰
- 마크 48 어뢰
- 범상어 어뢰/(흑상어 어뢰)